# 黄南八
黄 南八（ファン・ナンパル、朝鮮語: 황남팔/黃南八、1906年2月22日 - 1986年3月21日）は、日本統治時代の朝鮮および大韓民国の公務員、政治家。元山清郡守、泗川郡守、河東郡守、金海郡守、第3・5代韓国国会議員。

## 経歴
慶尚南道晋陽郡（現・晋州市）大坪面新豊里の昌原黄氏の集姓村の出身で、元政治家の黄山城とは一族の親戚である。晋州農業高等学校卒。日本統治時代後期から大韓民国初期にかけて慶尚南道産業技手、蔚山郡産業課長、昌原郡産業課長、山清郡守、泗川郡守、河東郡守、金海郡守、慶尚南道糧政課長・社会課長、農民会中央委員、国会議員を歴任した。四捨五入改憲以降は自由党を離れて無所属となった。
1986年3月21日、ソウル市中区の中央大学校附属聖心病院で持病により死去。享年80。

## 評価
率直かつ果敢であり、情熱的な性格と才徳を兼ね備えていた。